# E411
La ruta europea E411 és una carretera que forma part de la Xarxa de carreteres europees. Comença a la rotonda de Leónard- Brussel·les (Bèlgica) i finalitza a Uckange (França). Té una longitud de 281 km. Té una orientació de nord a sud.

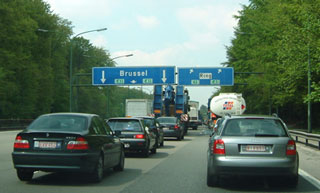
Ruta europea E411per creuament amb Ring de Brussel·les (Bèlgica).